# محمد سعيد القاسمي

غلاف كتاب محمد سعيد القاسمي "سفينة الفَرَج فيما هَبّ ودَبَّ ودَرَج" بخطِّ يده

محمد سعيد القاسمي (1259- 1317 هـ / 1843- 1900 م) عالم إسلامي سوري، باحث وكاتب، وأديب شاعر. عُرِف بعلمه بالصناعات الشامية، ترك عددًا من المؤلفات في موضوعات شتَّى، وله ديوان شعر، وهو والد الشيخ جمال الدين القاسمي.

## سيرته
ولد محمد سعيد بن قاسم بن صالح بن إسماعيل بن أبي بكر الشهير بالحلَّاق القاسمي سنة 1259هـ/ 1843م في دمشق، ونشأ بها في حِجر والده، وأخذ عنه العلم، فكان لا يملُّ من المطالعة، وكان يحفظ كلَّ ما يقرأ.

## مؤلفاته
1. بدائع الغرف في الصناعات والحِرَف، رتّبه على الحروف وبلغ فيه أواخر حرف السين، وأكلمه بعد وفاته ابنه جمال الدين القاسمي، مشتركًا مع صهره زوج أخته أسعد العظم وسمَّياه "قاموس الصناعات الشامية" في مجلدين.
2. سفينة الفَرَج فيما هَبّ ودَبَّ ودَرَج، على نمط الكشكول.
3. تنقيح الحوادث اليومية، نشرته كلية الآداب في جامعة عين شمس باسم حوادث دمشق اليومية.
4. الثغر الباسم في ترجمة الشيخ قاسم، في ترجمة والده.
5. ديوان شعر.

## كتب عنه
- بيت القصيد في ترجمة الإمام الوالد السعيد، لابنه جمال الدين القاسمي.
- آل القاسمي ونبوغهم في العلم والتحصيل، للشيخ محمد بن ناصر العَجْمي.

## وفاته
توفي محمد سعيد القاسمي  بدمشق، عام 1317هـ/ 1900م.